# Tantalus (U-Boot)
HMS Tantalus (Kennung: P318) war ein U-Boot der britischen Royal Navy im Zweiten Weltkrieg.

## Geschichte
Die Tantalus wurde am 6. Juni 1942 bei Vickers-Armstrong auf Kiel gelegt. Der Stapellauf fand am 24. Februar 1943 statt. Die Indienststellung folgte am 2. Juni 1943. Das Boot wurde hauptsächlich auf dem asiatischen Kriegsschauplatz eingesetzt.
Im April 1944 versenkte das U-Boot in der Straße von Malakka den malaiischen Schlepper Kampung Besar und das malaiische Schiff Pulo Salanama mit dem Deckgeschütz. Die Tantalus torpedierte am 3. Mai 1944 südlich von Port Blair bei 11° 0′ N, 92° 0′ O erfolgreich den japanischen Militärtransporter Amagi Maru, verlegte am 2. Juni 1944 Seeminen in der Malakkastraße, versenkte am 10. Juni 1944 eben dort bei 3° 5′ N, 99° 56′ O den japanischen Militärtransporter Hiyoshi Maru (ex Niederländisch: Mandar) und am 31. August 1944 ein siamesisches Segelschiff mit Bordartillerie.
Die Tantalus griff am 2. November 1944 östlich von Singapur bei 0° 48′ N, 107° 43′ O den japanischen Frachter Hachijin Maru und den japanischen U-Jäger Ch 1 mit Torpedos an. Der Frachter wurde versenkt, der U-Jäger beschädigt. Am 11. November 1944 wurde vor der Ostküste Malayas das japanische Küstenmotorschiff Palang Maru mit dem Deckgeschütz versenkt.
Am 30. Januar 1945 versenkte das britische U-Boot in der Bangkastraße (zwischen Bangka und Sumatra) bei 1° 26′ S, 105° 1′ O das japanische Fischfangfahrzeug Taisei Maru No. 12 mit dem Deckgeschütz. Zwei Tage später, am 1. Februar 1945, wurden im südlichen Teil des Südchinesischen Meeres ein japanischer Schlepper und drei Leichter ebenfalls mit Bordartillerie versenkt.
Die Tantalus überstand den Krieg und wurde 1950 in Milford Haven abgebrochen.

## Kommandanten
- Lt. Hugh Stirling Mackenzie (2. April 1943 – Juni 1945)[3]
- Lt. Lawrence Hugh Oliphant (Juni 1945 – 15. August 1945)[4]
- Lt. William Thomas John Fox (15. August 1945 – Oktober 1945)[5]